# Armand Jean du Plessis, kardinal Richelieu
Armand Jean du Plessis de Richelieu (Richelieu, 9. rujna 1585. – Pariz, 4. prosinca 1642.), francuski državnik i kardinal.

## Životopis
Bio je biskup u gradu Luçon, a 1614. izabran je za zastupnika svećenstva u Generalnim staležima. Stekao je sklonost Marije Medici, regentkinje za Luja XIII. i došao u državno vijeće. Kad je Luj XIII. preuzeo vlast, Richelieu je protjeran u Avignon gdje piše svoj popularni spis "Poduka kršćanina". 
Godine 1622. postao je kardinal, a od 1624. do smrti bio je vrlo moćni ministar Luja XIII. Godine 1626. osnovao je prvo ministarstvo vanjskih poslova. Borio se sustavno protiv prevlasti kuće Habsburga u Njemačkoj i Španjolskoj. Njegov cilj bio je učiniti Francusku prvom silom u Europi. U unutrašnjoj politici suzbijao je hugenote, kojima je, nakon zauzeća njihova uporišta u La Rochelle, oduzeo sve povlastice. 
Izgrađujući apsolutnu monarhiju ograničio je i utjecaj rimskog pape, Katoličke Crkve i plemića na državne poslove. Bezobzirno je ugušio niz urota, a suzbio je i pokušaj Marije Medici da ga ukloni s vlasti. Povezavši se s protestantima na čelu s Gustavom II. Adolfom, ušao je u tridesetogodišnji rat protiv Habsburgovaca, kojim je dokrajčena njihova hegemonija u Europi. 
U zemlji je sredio administraciju, podigao poljoprivredu, trgovinu, obrt, prosvjetu. Godine 1635. osnovao je Francusku akademiju. Napisao je "Politički testament", djelo koje se smatra začetkom diplomatologije, i "Memoare za historiju Louisa XIII. od 1610. do 1624." Začetnik je teorije negociation continuelle koja propagira kontinuirano pregovaranje. A bitku kod Sigeta, koju vode Hrvati pod vodstvom bana Nikole Šubića Zrinskog, je nazvao "bitkom koja je spasila civilizaciju".
Njegov savjetnik, koji je nazvan siva eminencija (kao prvi u povijesti) bio je François Leclerc du Tremblay, francuski redovnik kapucin.